# Kaleen
Kaleen är en del av en befolkad plats i Australien. Den ligger i territoriet Australian Capital Territory, i den sydöstra delen av landet, omkring 10 kilometer norr om huvudstaden Canberra.
Runt Kaleen är det mycket tätbefolkat, med 1 056 invånare per kvadratkilometer.. Närmaste större samhälle är Canberra, omkring 10 kilometer söder om Kaleen. 
Runt Kaleen är det i huvudsak tätbebyggt. Genomsnittlig årsnederbörd är 990 millimeter. Den regnigaste månaden är februari, med i genomsnitt 169 mm nederbörd, och den torraste är maj, med 39 mm nederbörd.